# Bistum Lleida
Das Bistum Lleida (lateinisch Dioecesis Ilerdensis, katalanisch Bisbat de Lleida, spanisch Diócesis de Lérida) ist eine in Spanien gelegene römisch-katholische Diözese mit Sitz in Lleida.

## Weblinks

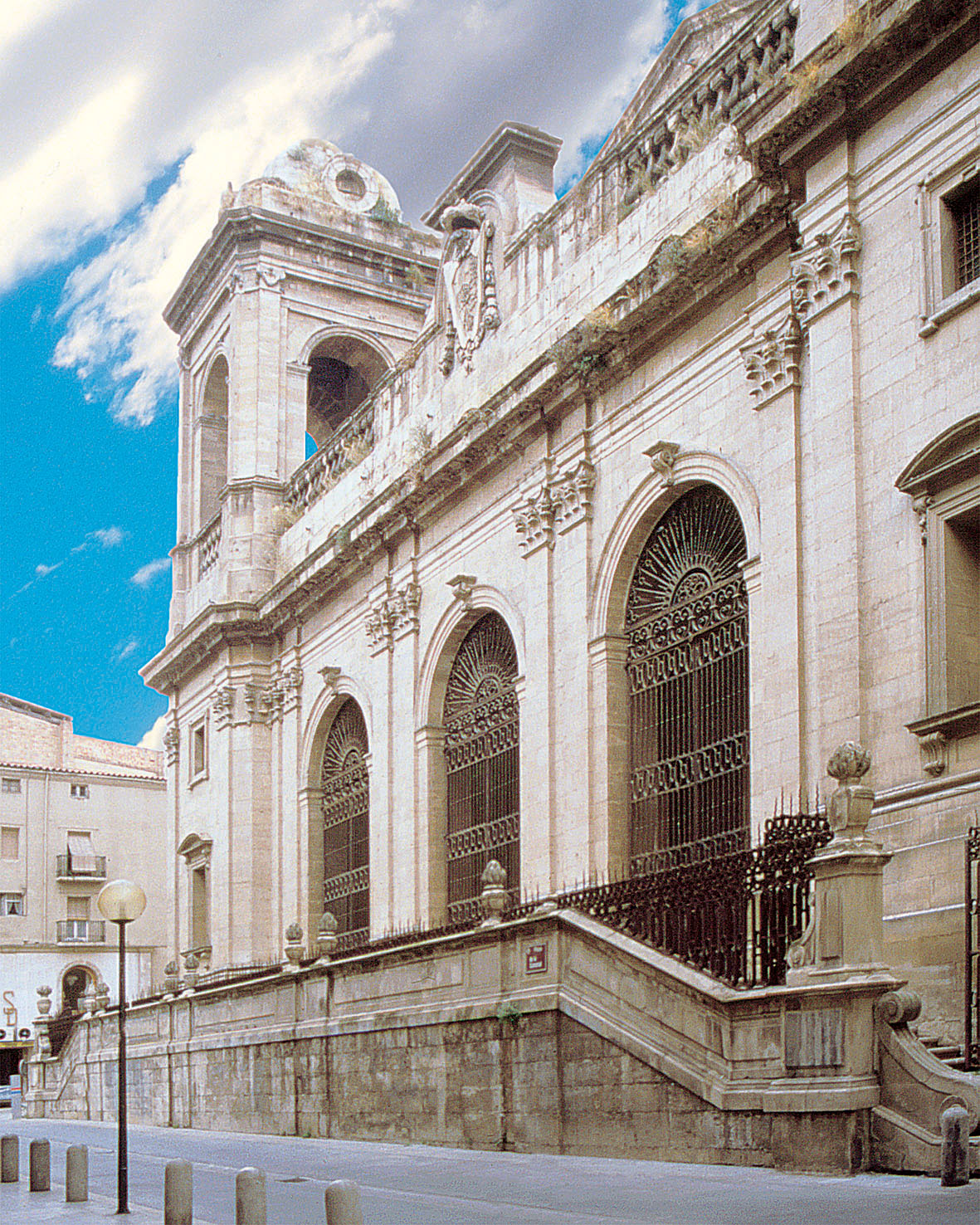
Kathedrale Asunción de Nuestra Señora in Lleida

## Geschichte
Das Bistum Lleida wurde im 5. Jahrhundert errichtet und dem Erzbistum Tarragona als Suffraganbistum unterstellt. Am 31. Oktober 1992 wurde das Bistum Lérida in Bistum Lleida umbenannt.